# Cella a combustibile a carbonati fusi

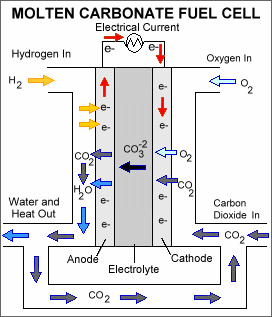
Schema di una cella combuistibile a carbonati fusi

La cella a combustibile a carbonati fusi (MCFC) è una cella a combustibile ad alta temperatura, che opera a temperature di oltre 600 °C.
Le celle a combustibile a carbonati fusi (MCFC) sono attualmente in fase di sviluppo per l'utilizzo in centrali elettriche a gas naturale e a carbone, per l'energia elettrica pubblica, per applicazioni a livello industriale e militare. Le MCFC usano un elettrolito composto da sali di carbonati fusi sospesi in una matrice, la quale è chimicamente inerte, porosa e realizzata in ceramica di BASE (Beta-alumina solid electrolyte). Data l'alta temperatura di esercizio di 650 °C (circa 1,200 °F) e oltre, i metalli non preziosi possono essere impiegati come catalizzatori all'anodo e al catodo riducendo i costi.
Un altro motivo della riduzione dei costi è la maggiore efficienza delle MCFC rispetto alle PAFC. Le MCFC posso raggiungere un'efficienza del 60%, un valore considerevolmente più alto rispetto al 37%-42% degli impianti che impiegano celle a combustibile ad acido fosforico. Con l'impiego in cogenerazione dell'energia termica di scarto si può arrivare ad un'efficienza generale dell'85%.
A differenza dell'alcalino, acido fosforico, e delle membrane polimeriche delle celle a combustibile, le MCFC non necessitano un riformatore esterno per convertire i combustibili elettricamente più densi in idrogeno. A causa delle alte temperature d'esercizio delle MCFC, i combustibili vengono convertiti in idrogeno all'interno della cella stessa grazie al processo di reforming interno.
Le MCFC non sono inclini ad essere inibite o avvelenate (Le sostanze che riducono l'azione dei catalizzatori sono chiamate inibitori del catalizzatore se l'azione è reversibile, e veleni del catalizzatore se irreversibile) da monossido di carbonio o diossido di carbonio — posso addirittura utilizzare gli ossidi di carbonio come combustibile— rendendoli più attraenti per l'alimentazione con gas derivati dal carbone. Dato che sono molto più resistenti alle impurità rispetto ad altre celle a combustibile, gli scienziati credono che sia possibile il reforming interno del carbone, assumendo che possano essere costruite per resistere alle impurità come lo zolfo e il particolato risultante dalla conversione del carbone.
Lo svantaggio primario della corrente tecnologia delle MCFC è la durata della cella. L'alte temperature a cui operano queste celle e l'elettrolito corrosivo utilizzato per accelerare la ripartizione e la corrosione dei componenti, diminuiscono la durata della cella. Gli scienziati stanno attualmente sperimentando l'impiego di materiali resistenti alla corrosione nonché nuovi design strutturali per compensare questo difetto senza ridurre la performance.

## Cella a combustibile MTU
L'azienda tedesca MTU Friedrichshafen ha presentato una cella MCFC al Hannover Fair nel 2006. La cella pesa 20 tonnellate e può produrre 240 kW da diversi combustibili gassosi, incluso il biogas. Se alimentata con combustibili contenenti carbonio come il gas naturale, i prodotti di scarico conterranno CO2 ma con 50% in meno rispetto a un motore diesel alimentato con combustibile per uso marittimo.. La temperatura dei fumi è di 400 gradi Celsius, abbastanza alta per essere impiegati in molti processi industriali. Un'altra possibilità è quella di impiegare una turbina a vapore per incrementare la produzione di energia elettrica e la resa totale dell'impianto. A seconda del tipo di gas impiegato come combustibile, efficienza elettrica si aggira tra il 42% e il 49%. L'impiego di una turbina a vapore può incrementare la resa fino al 64%. Questa cella può essere usata per la cogenerazione.